# Dun (archeologia)

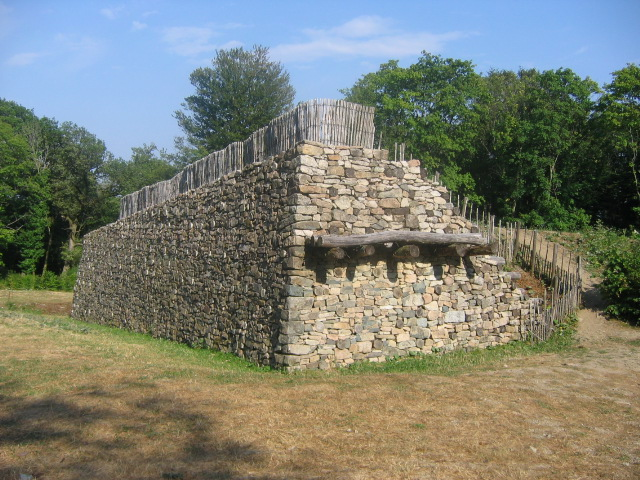
Murus gallicus nel dun di Bibracte (ricostruzione)

Dun (brittonico din, gaelico dùn) è un termine celtico che significava in primo luogo "forte", ma oggi è anche usato come sinonimo di "collina".

## Descrizione
Si trattava di insediamenti abitativi della tipologia comunemente indicata dagli archeologi come "fortezza di collina": città, in genere di modeste dimensioni, costruite sulla sommità di un'altura che ne rendeva facile la difesa. Tale schema, tipicamente indoeuropeo, è riscontrabile in quasi tutte le aree occupate storicamente da popolazioni di tale filiazione.
Due erano i nomi utilizzati dai Celti per indicare le loro cittadelle. Nella penisola iberica i Celtiberi (ma anche altri popoli, non indoeuropei, da essi influenzati) le chiamavano briga; nelle Gallie prevale il termine δοῦνον (dalle prime iscrizioni galliche, in alfabeto greco), reso in latino con dūnum.
I dun come fortilizi sembrano essere stati introdotti in Gran Bretagna dai Celti nel VII secolo a.C., durante l'Età del ferro.